# Helmuth Bachelin
Helmut Bachelin, auch Hellmuth oder Helmuth Bachelin, (* 21. Juni 1900 in Karlsruhe; † 21. August 1976 in Homburg) war ein deutscher Offizier im Rang eines Generalmajors.

## Leben und Tätigkeit
Helmut Bachelin trat als Fähnrich am 25. März 1918 in das Militär ein. Am 31. Oktober 1918 wurde er mit Patent zum 18. Oktober 1918 im Feldartillerie-Regiment 14 zum Leutnant befördert.
Nach dem Krieg wurde er in die Reichswehr übernommen, ab 1. Januar 1926 Oberleutnant. 1930 war er Adjutant bei II. Bataillon des Infanterie-Regiments 4 (Kolberg).
Nach der Übernahme in die Wehrmacht war er u. a. ab 1. Mai 1937 bei der 9. Infanterie-Division und wurde hier am 1. Oktober 1937 zum Major befördert. Ab 1938 war er Divisionsadjutant und blieb dies bis 8. Juni 1940. Anschließend übernahm er die Führung über I./Infanterie-Regiment 57 bei der 9. Infanterie-Division. Am 19. Oktober 1940 wurde er in das OKH versetzt und war dort in der Amtsgruppe P2 des Heerespersonalamtes eingesetzt. Zum 31. Januar 1942 wurde er Kommandeur des Infanterie-Regiments 36, erneut bei der 9. Infanterie-Division. Kurz vor der Umgliederung des Regiments zu einem Grenadier-Regiment gab er am 5. September 1942 das Kommando ab und wurde in die Führerreserve versetzt. Am 7. September 1943 wurde er zum Leiter der Lehrgänge für höhere Adjutanten im Heerespersonalamt beim OKH ernannt. Mitte Februar 1944 wurde er im Heerespersonalamt Chef der Zentralabteilung. Seine letzte Beförderung zum Generalmajor erfolgte am 1. Oktober 1944. Kurze Zeit später wurde er Chef der Amtsgruppe P1 im Heerespersonalamt.
Nach Ende des Zweiten Weltkrieges war Bachelin ab Oktober 1950 in der Zentrale für Heimatdienst als Mitglied des Fachausschusses für personelle Fragen zuständig für Personalplanung und -gewinnung. Getarnt wurde diese Institution als „Prüfstelle Godesberg“ bezeichnet. Aus seiner Zeit im Aufbaustab des Personalamtes hat sich im Bundesarchiv seine Handakte erhalten. Daneben liegt seine Studie (#D-110) Deckung des Offizierbedarfs im deutschen Heere während des II. Weltkrieges heute im Bundesarchiv-Militärarchiv.

## Werke
- Officer procurement of the German Army during World War II. USAMHI, MSS #D-110, 1947.[6]
- Die Gebrüder Giulini GmbH, Ludwigshafen, und ihre familiengeschichtlichen Verflechtungen im kurpfälzischen Raum. In: Pfälzische Familien- und Wappenkunde, Bd. 3, Ludwigshafen 1959, S. 196ff.

## Ehrungen (Auswahl)
- 1934 Ehrenkreuz für Frontkämpfer
- 1942 Medaille Winterschlacht im Osten 1941/42
- 1943 Deutsches Kreuz in Gold